# Steve Woodbury
George Stephen Woodbury (...) è un tenore statunitense, laureato in musica alla North Carolina School of the Arts come cantante (baritono).

## Biografia
In Italia si è perfezionato con Giancarlo Montanaro e Fernanda Piccini per il canto lirico (tenore) e con James Griffett, Richard Leavett e Timothy Penrose per il canto come contro tenore nella musica antica.
Dal 1976 al 1980 ha cantato nel "Complesso fiorentino di musica antica Rolf Rapp" diretto da Nives Poli.
Dal 1981 al 1989 Woodbury ha cantato al Teatro Comunale di Firenze come tenore nel coro lirico e ha cantato anche nel piccolo gruppo che il maestro Roberto Gabbiani ha fondato per la diffusione della musica contemporanea.
Nel 1981 il maestro Fosco Corti di Arezzo lo ha scelto per cantare nel gruppo madrigalistico "I solisti del madrigale". Con questo gruppo ha partecipato a numerosissimi concerti e festival in Italia e all'estero.
È diventato membro anche dei gruppi storici di musica antica a Firenze, come l'Homme Armé, Musica Ricercata, Nova Harmonia, Modo Antiquo, Istituzioni Armoniche di Bologna, Ensemble Elyma di Ginevra, Ensemble Vocal Heinrich Schütz di Annecy - Francia, Athestis Consort di Este e Nova Ars Cantandi del maestro G. Acciai.
Come solista ha cantato nell'opera L'incoronazione di Poppea di C. Monteverdi nel Maggio Musicale fiorentino ed è stato scelto come solista e attore dal noto compositore e regista Roberto De Simone per la sua opera Mistero e processo di Giovanna D'Arco.
A fianco dell'attività artistica, Woodbury ha iniziato l'insegnamento del canto o tecnica vocale. Il primo corso ebbe luogo ad Orvieto nell'estate del 1990, un seminario per direttori di coro insieme al maestro G. Acciai, che ha avuto un grande successo e che ha portato Woodbury a conoscere il suo talento per l'insegnamento.
Da allora le richieste da parte di direttori di coro, scuole di musica e corsi per direttori di coro hanno reso note in tutta l'Italia le sue capacità comunicative.